# 자르카주
자르카주(아랍어: محافظة الزرقاء)는 요르단 중북부에 위치한 주로, 주도는 자르카이며 면적은 4,080km2, 인구는 838,000명(2007년 기준)이다.
북쪽으로는 마프라크주, 남쪽으로는 암만주와 인접해 있으며 서쪽으로는 발카주와 제라시주, 동쪽으로는 사우디아라비아와 인접해 있다.